# 南三角座ζ
南三角座ζ（ζ TrA）是位于南三角座的雙星系統，約距離地球39.5光年。
此雙星系統由兩顆主序星組成，一顆為黃白色的F型矮星，另一顆為黃色的G型矮星。兩顆星的結合光譜型為F9V，結合視星等為+4.90。它們互相圍繞著對方公轉，周期為13天，軌道離心率為0.014。
儘管南三角座ζ在夜空中的位置在70° S，它依然屬於大熊座移動星群。